# Ogoni
Ogoni nebo Ogoniové jsou příslušníci domorodé etnické skupiny v nigerijském státě Rivers. Jejich počet se odhaduje v různých zdrojích mezi půl milionem a dvěma miliony, Organizace nezastoupených států a národů uvádí 850 000. Hlavním městem Ogonilandu je město Bori. Obyvatelé hovoří ogonijskými jazyky Khana, Tee, Gokana, Eleme a Baan, které patří do nigerokonžské jazykové rodiny.
Země Ogonů, zvaná Ogoniland, má rozlohu okolo 1 000 km² a leží ve východní části delty Nigeru. Je rovinatá a bažinatá, většina původních pralesů byla přeměněna na zemědělskou půdu. Ogoni, kteří v oblasti žijí nepřetržitě nejméně pět století, se věnovali převážně rybolovu a pěstování palmy olejné. Roku 1956 zahájila v deltě firma Royal Dutch Shell těžbu ropy, která vedla k devastaci životního prostředí a likvidaci původních způsobů obživy. V roce 1990 bylo založeno Hnutí za přežití ogonského lidu (MOSOP), které vedl spisovatel Ken Saro-Wiwa. Hnutí zorganizovalo vlnu stávek a demonstrací, usilovalo o širší samosprávu oblasti a chtělo zahájit vyjednávání s ropnými společnostmi o nových podmínkách těžby, které budou výhodnější pro místní obyvatelstvo. V roce 1994 zahájil nigerijský vojenský režim násilnou kampaň za pacifikaci oblasti, devět nejvyšších představitelů MOSOP bylo zatčeno a 10. listopadu 1995 v Port Harcourtu popraveno.